# Анс-ла-Рай (город)
Анс-ла-Рай (англ. Anse La Raye, фр. Anse La Raye) — город в Сент-Люсии, административный центр одноимённого прихода, расположенный на западном побережье острова Сент-Люсия, недалеко от залива Мариго. По данным переписи населения 2010 года, в городе проживает 1256 человек.
Название, в переводе с французского, означает «залив скатов», так как в заливе Мариго водятся скаты. В залив впадают две реки: Гранд-Ривьер и Пети-Ривьер. Высота центра города — 99 метров. По классификации Алисова, климат, как и на территории всей страны, — тропический пассатный.
В Анс-ла-Рее сохранилось несколько зданий колониальной эпохи, в том числе и католическая церковь, построенная в 1907 году. Однако, в документах сохранилась информация о том, что уже в 1765 году в городе располагалась часовня, что позволяет говорить о том, что Анс-ла-Рей был основан в XVIII веке.
Город известен в стране, как место создания музыкальной группы «Cecilian Reys» (основана в 1981 году) и Молодёжного оркестра Анс-ла-Рея (основан в 1996 году), руководившимися Петронилой Детервиль, MBE до её смерти 3 октября 2010 года, когда её обязанности перешли к Грегори Пайперу.